# Quseir al-Qadim
Quseir al-Qadim (àrab: القصير القديم, al-Quṣayr al-Qadīm) és un petit port d'Egipte a la costa de la Mar Roja, just a l'est de Luxor. El seu nom antic egipci fou Duau, i al període grec fou Leukos Limen (‘Port Blanc’) i estava proper a un altre establiment portuari anomenat Myos Hormos (grec antic: Μυὸς ὅορμος, ‘Port del Musclo’) que fou el seu nom romà. Hi ha un temple de l'època ptolemaica i un vell fortí a Sharia al-Gumhuria. És lloc de mercat per als beduïns de la regió.

## Història
Fou utilitzat primer pels egipcis i al segle iii aC pels ptolomeus, quan Ptolemeu II Filadelf el va pràcticament fundar el 274 aC al cap que portava aquest mateix nom o un de similar. Fou elegit com a principal port pel comerç amb l'Índia, amb preferència sobre Arsinoe (prop de l'actual ciutat de Suez), situada al capdamunt de la mar Roja. El seu nom segurament li fou donat perquè a la rodalia es troba un musclo anomenat Pinna marina.
Als segles I i II fou utilitzat pels romans pel comerç per l'oceà Índic, i alternativament es va dir Afrodita-Hormos (per les moltes esponges a la zona) però el nom antic va prevaldre; el viatge des de la sortida de la mar Roja fins a l'Índia durava 40 dies.
Després fou substituït per Berenice Troglodytica (que era més al sud de la mar Roja) i Myos Hormos fou abandonat uns mil anys, fins que al segle xiii va tornar a ser utilitzat pels mamelucs d'Egipte i es va convertir en el principal port de la zona fins vers el 1840, essent utilitzat pels pelegrins a la Meca. Al segle xix fou utilitzat com a centre d'entrenament per soldats reclutats al Sudan Angloegipci sota el comandament de mercenaris europeus.
És lloc de mercat per als beduïns de la regió.